# Filippoi
Filippoi (in greco Φίλιπποι?) è un ex comune della Grecia nella periferia della Macedonia orientale e Tracia di 10.827 abitanti secondo i dati del censimento 2001.
È stato soppresso a seguito della riforma amministrativa detta Programma Callicrate in vigore dal gennaio 2011 ed è ora compreso nel comune di Kavala.
Nel territorio comunale si trovano le rovine dell'antica città di Filippi.
L'evento annuale più importante è il festival che si svolge nell'antico teatro (risalente al 358 avanti Cristo) dal 1957.

## Amministrazione

### Gemellaggi
- Čačak